# Hulu (miejscowość)
Hulu – miejscowość (tätort) w Szwecji, w regionie administracyjnym (län) Västra Götaland, w gminie Ulricehamn.
Według danych Szwedzkiego Urzędu Statystycznego liczba ludności wyniosła: 252 (31 grudnia 2015), 239 (31 grudnia 2018) i 254 (31 grudnia 2019).